# The Flintstones: King Rock Treasure Island
The Flintstones: King Rock Treasure Island es un videojuego de plataformas desarrollado y lanzado por Taito Corporation en el año 1993. para la consola portátil de Nintendo Game Boy. Basado en la serie animada de Los Picapiedra. El videojuego es exclusivo de la portátil de Nintendo

## Argumento
El aniversario de boda de Pedro y Vilma Picapiedra está a la vuelta de la esquina. Pedro se encuentra trabajando en la mina cuando descubre, de pura casualidad, el mapa de un tesoro y piensa que encontrar ese tesoro para Vilma sería un excelente regalo para ella. Así comienza esta gran aventura de Pedro Picapiedra, que consiste en encontrar ese tesoro, el cual se encuentra custodiado por una calavera.

## Jugabilidad
Pedro Picapiedra es el único personaje jugable. Su arma para atacar a los enemigos son martillos, los cuales te recordarán a la saga de Adventure Island. Los enemigos (que extrañamente salen de cráneos de toro) son de lo más variados. Para derrotarlos hay que golpearlos dos veces. El primer golpe los inmoviliza, haciendo que podamos utilizarlos como plataformas para avanzar en los niveles (cosa que será necesaria aplicar en varias ocasiones).
Comenzamos el juego con tres vidas y con una barra de energía representada por corazones, los cuales son cuatro. Si nos toca un enemigo, nos quitará un corazón y nos hará saltar hacia atrás. A lo largo de los niveles encontraremos ítems coleccionables, como corazones que rellenan la barra de energía, o emblemas del Gran Gazú que nos otorgarán puntos. Cada veinte emblemas de Gazoo obtenemos vidas extra.
Como valor agregado, contamos con un emblema de Dino, el cual nos permite montar sobre él (al mejor estilo Yoshi en Super Mario World), lo cual es muy valioso porque hay lugares a los que sólo podremos acceder con la ayuda del dinosaurio, ya que con él podremos saltar más alto y descubrir zonas secretas.
El juego cuenta con siete niveles: la ciudad de Piedradura (Bedrock), un desierto (Desert Rock), un barco (Dark Ship), el fondo del mar (Sea Bottom) y el castillo del rey (King Rock Castle), sumados a los dos niveles que deberemos atravesar con el tronco-móvil.

## Videojuegos relacionados
The Flintstones: Surprise at Dinosaur Peak
Los Picapiedra (videojuego)
The Flintstones: The Rescue of Dino & Hoppy